# Юричич, Юрай
Юрай Юричич (хорв. Juraj Juričić; ? — 26 октября 1578, Любляна) — хорватский священник-протестант, богослов, проповедник, писатель
, переводчик XVI века.

## Биография
Родился в Винодоле Габсбургская монархия. Далматинец, один из первых деятелей в области распространения реформации среди южных славян, главным образом у словенцев. 
Около 1560 года прибыл в Любляну. Ещё в 1547 году проповедовал в Камнике «в духе протестантизма», затем в Любляне, где примкнул к Реформации. В 1561 году ему запретили проповедовать в церкви тевтонского ордена. В 1561 или 1562 году священник Люблянской евангелической церкви Святой Елизаветы. Вероятно, ему снова запретили проповедовать. С 1562 по 1563 год работал корректором и переводчиком в Южнославянском библейском институте в Урахе (ныне Бад-Урах). В 1563 году вернулся на службу в Камник , одновременно продолжая свою деятельность переводчика. В 1564 году был изгнан из Камника местным князем. 
В 1565 году назначен вторым проповедником и дьяконом в Любляне; в 1574 г. — военный капеллан. 
Переводил и писал на немецком, словенском и хорватском языках. В его словенских переводах есть много элементов хорватского языка. 
Трудился над составлением книг на хорватском наречии и с глаголическим письмом. В сотрудничестве с другими писателями издал «Confessio Augsburgica» (Тюбинген, 1563) и «Red crkveni» (ib., 1564).
Перевёл первые 30 глав Пятикнижия. Сотрудничал с Антоном Далматином, Стефаном Консулом Истрианиным.